# Thomas Digges
Thomas Digges (1546 – 24 août 1595) était un astronome anglais, fils de Leonard Digges, inventeur du théodolite.

## Biographie
Après la mort de son père, Thomas grandit sous la garde de John Dee, un philosophe typique de la Renaissance.
Il tenta de déterminer la parallaxe de la supernova de 1572 observée par Tycho Brahe, et en conclut qu'elle se trouvait au-delà de l'orbite de la Lune. Ce qui contredisait la vision de l'univers, communément admise à l'époque, selon laquelle aucun changement ne pouvait avoir lieu parmi les étoiles censées être fixes.
En 1576 il publie une nouvelle édition de l'almanach perpétuel de son père, A Prognostication everlasting. Le texte écrit par Leonard Digges pour la troisième édition de 1556 est inchangé, mais Thomas y fait des ajouts dans divers appendices. Le plus important dans A Perfit Description of the Caelestiall Orbes according to the most aunciente doctrine of the Pythagoreans, latelye revived by Copernicus and by Geometricall Demonstrations approved.
Contrairement à la cosmologie ptoléméenne de l'ouvrage de son père, l'appendice présente un discours sur le modèle encore peu connu et controversé de Copernic, le modèle héliocentrique de l'Univers. Il s'agit de la première publication en anglais de ce modèle.

## Sources
- Gribbin, John 2002. Science : A History. Penguin.
- Francis R. Johnson, Astronomical Thought in Renaissance England: A Study of the English Scientific Writings from 1500 to 1645, Johns Hopkins Press, 1937.
- Francis R. Johnson and Sanford V. Larkey, "Thomas Digges, the Copernican System and the idea of the Infinity of the Universe in 1576," Huntington Library Bulletin 4 (1934): 69-117.
- Texte de la Perfit Daescription

- (en) Cet article est partiellement ou en totalité issu de l’article de Wikipédia en anglais intitulé « Thomas Digges » (voir la liste des auteurs).